# موزخوار گینه
موزخوار گینه (نام علمی: Tauraco persa) نام یک گونه از سرده موزخوارهای اصلی است.